# Specnia
Specnia is een geslacht van rechtvleugeligen uit de familie krekels (Gryllidae). De wetenschappelijke naam van dit geslacht is voor het eerst geldig gepubliceerd in 1983 door Otte & Alexander.

## Soorten
Het geslacht Specnia omvat de volgende soorten:
- Specnia grongrong Otte & Alexander, 1983
- Specnia wirrega Otte & Alexander, 1983